# YBP1514
YBP1514 — звезда в созвездии Рака. Находится на расстоянии около 2700 световых лет от Солнца. Вокруг звезды обращается, как минимум, одна планета. Звезда принадлежит рассеянному скоплению M 67.

## Характеристики
YBP1514 представляет собой двойник Солнца, имеющий похожие массу, температуру и химический состав, как у нашего дневного светила. Это одна из пяти самых похожих звёзд на наше Солнце. Масса и радиус звезды равны 96% и 89% солнечных соответственно. Температура поверхности составляет около 5725 кельвинов.

## Планетная система
В 2014 году астрономы, работающие со спектрографом HARPS, объявили об открытии планеты YBP1514 b в системе. Она имеет массу, равную 40% массы Юпитера и совершает один оборот вокруг родительской звезды за 5,1 суток. Очевидно, температура верхних слоёв её атмосферы чрезвычайно высока, поскольку планета расположена очень близко к звезде. Учёные предполагают, что YBP1514 b сформировалась намного дальше от той орбиты, на которой она сейчас находится. Через некоторое время благодаря гравитационному взаимодействию с другими звёздами скопления M 67 планета мигрировала на современную орбиту. Открытие планеты было совершено методом доплеровской спектроскопии.